# 波斯富
亞歷山大·波斯富（英語：Alexander Perceval，1821年1月21日—1866年5月8日），前怡和大班、曾任香港立法局議員。

## 生平
波斯富是怡和洋行創辦人詹姆士·馬地臣妻子的親戚，父親是英國國會議員阿歷山大·波斯富上校。他於1846年來到中國。1852年成為怡和洋行的合夥人。1860至1864年出任怡和大班，同時獲香港政府委任為立法局非官守議員。1861年成為首席非官守議員。同年香港總商會成立，波斯富獲任為香港總商會首任主席。波斯富在中國賣鴉片賺了大錢，1864年離開香港。現時香港銅鑼灣的波斯富街以他命名。